# Saint-Savin (Vienne)
Saint-Savin é uma comuna francesa na região administrativa da Nova Aquitânia, no departamento de Vienne. Estende-se por uma área de 18,8 km². Em 2010 a comuna tinha 852 habitantes (densidade: 45,3 hab./km²).